# 파리나타

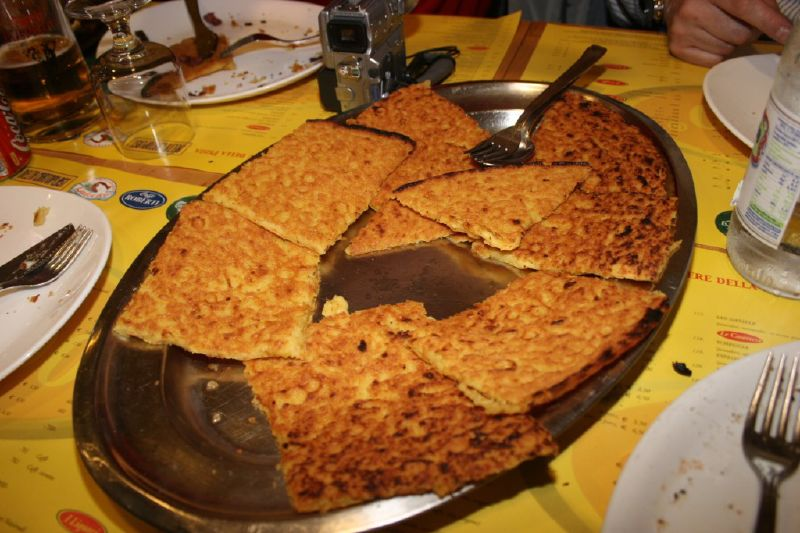
제노바 파이

파리나타(이탈리아어: farinata)는 얇게 구워내는 바삭바삭한 피자 파이의 일종이다. 지중해 연안 국가에서 공통적으로 나타나는 음식 형태로서 이탈리아 리구리아주의 특산 요리이다. 프랑스 니스에서 나는 소카라는 음식과도 흡사하다.
완두콩 반죽을 저은 다음 보통 반죽처럼 물을 넣고 부어 오븐에 굽는다. 파리나타는 이태리어로 밀가루 반죽이 된이라는 뜻이다. 대개는 반죽 자체를 후추와 로즈마리, 후추로 간하고 후에 삼각형 모양으로 조각내서 먹는다. 토핑이 없는 것이 특징이다.
투스카니 지방 연안에서는 세시나라고 하여 비슷하지만 다른 형태의 음식이 존재한다.
제노바 파이로 불리는 이유는 제노바에 그 모태가 유래했기 때문으로 이 요리는 그 자체만으로도 역사적인 전통을 갖고 있다고 할 수 있다.

## 같이 보기
- 팬케이크 목록